# Ernesto Vidal
Ernesto José Vidal – nato Ernesto Servolo – (Buie, 15 novembre 1921 – Córdoba, 13 giugno 1974) è stato un calciatore uruguaiano con cittadinanza argentina d'origine italiana, di ruolo centrocampista. Campione del mondo con la Nazionale uruguaiana nel 1950.

## Biografia
Nato col nome di Ernesto Servolo a Buie in Istria, allora in Italia, ancora giovanissimo emigrò con la famiglia in America Meridionale nel 1923, dove successivamente modificò il suo secondo nome in José. La famiglia si stabilì in Argentina, nella Provincia di Córdoba, dove Vidal crebbe e cominciò a giocare a calcio. Verso la metà degli anni quaranta, grazie ad un ingaggio a Montevideo, si trasferì in Uruguay, dove fu poi invitato a stabilirsi acquisendone la cittadinanza prima del 1950.
Ha posseduto e utilizzato tre diverse cittadinanze: l'italiana, l'argentina e l'uruguaiana.
Era soprannominato Patruleiro.

## Caratteristiche tecniche
Era un'ala sinistra.

## Carriera
Dopo gli esordi e la prima maturazione in Argentina, nel Club Atlético Belgrano di Cordoba e nel Club Atlético Rosario Central, fu chiamato nella forte formazione del Peñarol negli anni quaranta, dove vinse 4 campionati uruguaiani: 1944, 1945, 1949, 1951.
Titolare della Nazionale uruguaiana, disputò i vittoriosi Mondiali 1950 ma si infortunò prima dell'ultima partita del girone finale dove venne sostituito dall'esordiente Rubén Morán.
Giocò anche in Italia, dove disputò la Serie A dal 1953 al 1956 con Fiorentina e Pro Patria, per poi tornare nella successiva stagione a Montevideo tra le file del Nacional ed infine concludere la carriera nuovamente a Cordoba, dove resterà fino alla prematura morte.

## Palmarès

### Club

#### Competizioni nazionali
- Campionato uruguaiano: 4

Peñarol: 1944, 1945, 1949, 1951

### Nazionale
- Campionato mondiale: 1

Brasile 1950